# São Borja
São Borja é um município brasileiro da região Sul, localizado no estado do Rio Grande do Sul. A cidade foi fundada em 1682 pelos padres jesuítas, a primeira cidade dos Sete Povos das Missões. São Borja tem a civilização mais antiga do estado, e uma das mais antigas do Brasil, sendo povoada ininterruptamente desde sua fundação. Situa-se na fronteira oeste do estado, sendo banhada pelo rio Uruguai, que é a fronteira natural com a cidade de Santo Tomé localizada na província de Corrientes, na Argentina.

A lei estadual 13.041/2008 declarou oficialmente São Borja "Terra dos Presidentes", por ser cidade natal de dois ex-presidentes do Brasil: Getúlio Vargas e João Goulart.
Antigamente a cidade foi conhecida também como a Capital do Linho, devido ao forte cultivo da planta no município nas décadas do início do século XX, além disso, o município é um dos maiores produtores de arroz da região sul.

## História
Em meados do século XVII, São Borja foi o primeiro dos chamados Sete Povos das Missões da Companhia de Jesus, que abrigou a nação guarani e foi o lar de Sepé Tiaraju.
São Borja foi fundada em 1687 pelo jesuíta espanhol Francisco Garcia. O nome é homenagem a São Francisco de Borja, que foi o 3º geral ("general") da ordem dos jesuítas. Por estes motivos é que o brasão da cidade ostenta, em campo vermelho (evocativo da terra vermelha das Missões e do sangue guarani), uma Cruz de Lorena em ouro.
No início eram apenas 195 habitantes, oriundos da redução de São Tomé, foi a primeira reduções dos Sete Povos das Missões. Em 1707, contava com 2.814 habitantes.
A adoção a Cruz de Caravaca, também conhecida como Cruz de Lorena e Cruz de Borgonha, é uma relíquia cristã de origem espanhola utilizada pelos jesuítas. Nas Missões pode ser vista em vários locais da região missioneira, inclusive nas Ruínas de São Miguel das Missões, principal sítio histórico dos Sete Povos das Missões.
O maior combate de todos os tempos ocorrido na América do Sul, a Guerra do Paraguai, tem um de seus capítulos escritos no município. Já em domínio Português, no ano de 1865, homens da Vila São Francisco de Borja resistiram a um exército numeroso até chegar como tropas imperiais, tornando-se símbolos da valentia e resistência, verdadeiros heróis da Pátria.

### Emancipação
São Borja foi emancipada do município de Rio Pardo, em 21 de maio de 1834, foi instalada a primeira Câmara Municipal de Vereadores do município por João José da Fontoura Palmeiro. Hoje, com seus mais de 180 anos de emancipação São Borja é mãe, avó e bisavó de muitos municípios gaúchos, direta e indiretamente, entre eles estão:
- Filhas: Itaqui, São Gabriel, Santiago, Santo Antônio das Missões, Itacurubi, Garruchos.
- Netas: São Vicente do Sul (Oriundo de Itaqui e São Gabriel), Rosário do Sul (Oriundo de São Gabriel e Alegrete), São Francisco de Assis (Oriundo de Itaqui e São Vicente do Sul), Jaguari (Oriundo de Júlio de Castilhos, São Francisco de Assis e Santiago), Cacequi (Oriundo de São Gabriel, São Vicente do Sul e Rosário do Sul), Vila Nova do Sul (Oriundo de São Sepé e São Gabriel), Maçambará (Oriundo de Itaqui), Unistalda (Oriundo de Santiago), Capão do Cipó (Oriundo de Santiago, São Miguel das Missões e Tupanciretã), Santa Margarida do Sul (Oriundo de São Gabriel).
- Bisnetas: São Francisco de Assis (Oriundo de Itaqui e São Vicente do Sul), Mata (Oriundo de São Vicente do Sul), Nova Esperança do Sul (Oriundo de Jaguari), Manoel Viana (Oriundo de São Francisco de Assis e Alegrete).[9]

## Geografia
Compõem o município quatro distritos: São Borja (sede), Nhú-Porã, Samburá e Sarandi.

### Clima
Segundo dados do Instituto Nacional de Meteorologia (INMET), referentes ao período de julho de 2007 a dezembro de 2022, a menor temperatura registrada em São Borja foi de −2,4 °C no dia 7 de junho de 2012, e a maior atingiu 42,2 °C em 24 de janeiro de 2022. O maior acumulado de precipitação em 24 horas foi de 234,8 milímetros (mm) em 12 de dezembro de 2010.

## Organização Político-Administrativa
O Município de São Borja possui uma estrutura político-administrativa composta pelo Poder Executivo, chefiado por um Prefeito eleito por sufrágio universal, o qual é auxiliado diretamente por secretários municipais nomeados por ele, e pelo Poder Legislativo, institucionalizado pela Câmara Municipal de São Borja, órgão colegiado de representação dos munícipes que é composto por vereadores também eleitos por sufrágio universal. A sede da prefeitura municipal é situada nas dependências do Palácio Presidente João Goulart, à rua Coronel Aparício Mariense, 2751. A sede da Câmara Municipal de Vereadores é o Edifício Dr. Getúlio Dornelles Vargas, situado à rua Deputado Olinto Arami Silva, 1043.
- Prefeito: José Luiz Machado - PP (2025/2028)[14]
- Vice-prefeito: Jefferson Olea Homrich- PRD (2025/2028)[14]
- Presidente da Câmara: João Carlos Reolon- PP (2025/-) [14]

## Cultura

### Museus

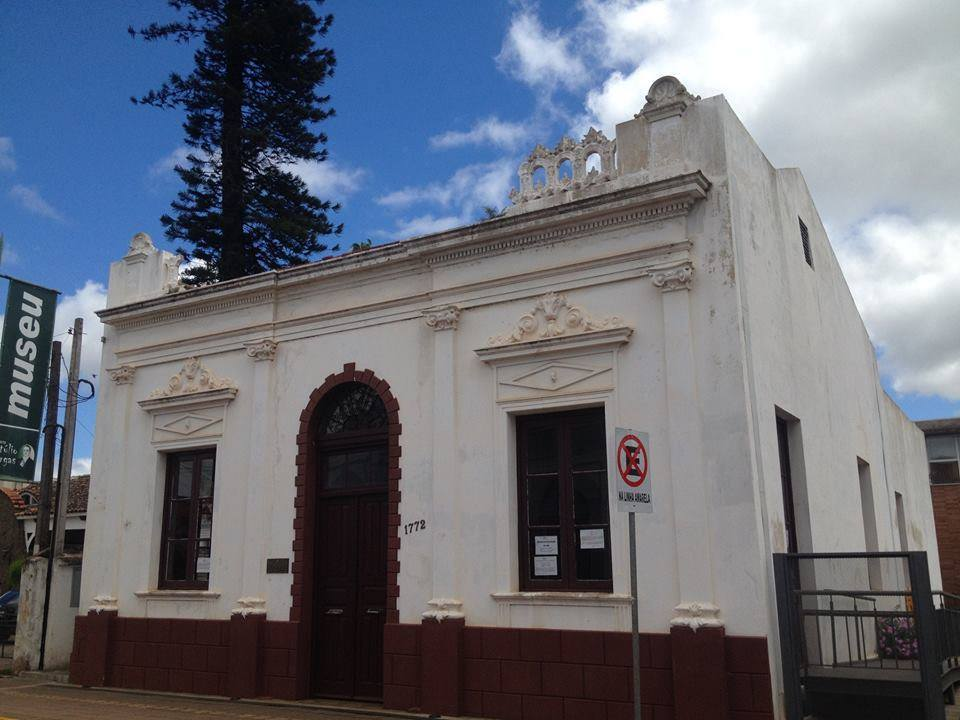
Museu Getúlio Vargas

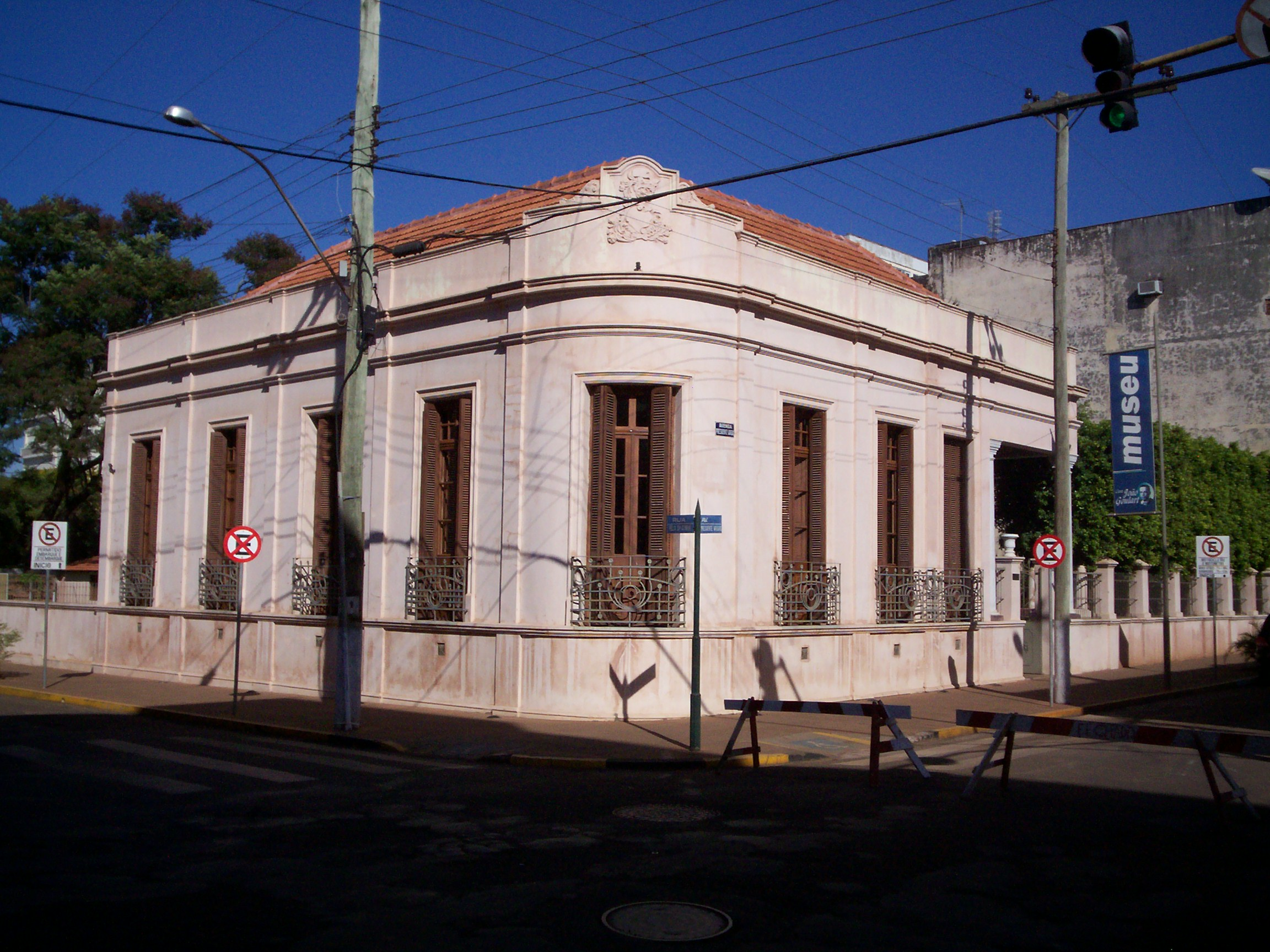
Museu Casa de João Goulart

- Museu Casa de Getúlio Vargas: instituído na casa do ex-presidente Getúlio Vargas, guarda e dispõe ao público acervos sobre Getúlio Vargas em disposições da Lei brasileira dos acervos presidenciais que é a norma legal que dispõe sobre a preservação, organização e proteção dos acervos documentais privados dos presidentes da República.[15]
- Memorial Casa de João Goulart: é um museu memorial criado em São Borja na residência urbana que foi do ex-presidente João Goulart.[16]
- Museu Ergológico de Estância: com acervos temáticos diversos como peças vintages da lida campeira: charretes, carroças, facas, máquinas antigas e outros objetos.[17]
- Museu Apparício Silva Rillo: com acervos de cultura indígena e missioneira, arte santeira e objetos religiosos.[18]

## Cidades-irmãs
- Rio de Janeiro, Brasil (Lei nº 4.158/2005)[19]
- Iquique, Chile
- Blumenau, Brasil

## Personalidades
- Ver Biografias de são-borjenses notórios